# FIFA-serien
 For alternative betydninger, se FIFA (flertydig). (Se også artikler, som begynder med FIFA)
FIFA-serien er en serie af computerspil startet i 1993 og derefter udgivet årligt af den amerikanske udgiver Electronic Arts og udviklet af deres datterselskab EA Sports. Spilserien der er optaget i Guinness Rekordbog som den bedst sælgende sportsserie, skiftede navn efter FIFA 23 til EA Sports FC, efter samarbejdet med FIFA om brug af navnet brød sammen.
Typisk frigives en ny version sidst på året med opdaterede hold- og spillerdatabaser, som stort set stemmer overens med de aktuelle ligaer i Europa, USA og Sydamerika, foruden en række nye spilfunktioner, samt opdateret grafik og gameplay. Siden 1998 er der i år med slutrunder blevet frigivet en særlig udgave, der indeholder de aktuelle VM- eller EM-landsholdstrupper.
FIFA-serien har en årrække været betragtet som det førende fodboldspil, men har de seneste år fået hård konkurrence fra flere forskellige titler. Dets styrke anses dog netop at være, at de netop har aftaler med så mange hold i så mange lande.